# Decaryochloa diadelpha
Decaryochloa diadelpha är en gräsart som beskrevs av Aimée Antoinette Camus. Decaryochloa diadelpha ingår i släktet Decaryochloa, och familjen gräs. Inga underarter finns listade i Catalogue of Life.